# Вукоман Арачић
Вукоман Арачић (Ланиште, 10. мај 1850 − Ужице, 12/25. фебруар 1915) био је српски генерал.

## Биографија
Рођен је у селу Ланиште, Јагодински округ, од оца Петра и мајке Стеване. Завршио је четири разреда основне школе у Јагодини и шест разреда гимназије у Крагујевцу 1869. године. Потом је отишао на војну академију - Артиљеријску школу, као полазник њене девете класе, коју је завршио као седми у рангу од 20 питомаца 1874. године. У класи је био заједно са прослављеним генералом Божом Јанковићем, ослободиоцем Косова 1912. године, као и генералом Леонидом Соларевићем.
У Првом рату против Турака две године касније је ађутант за генералштабне послове Тимочког корпуса. Док је у другом (1877—1878) начелник штаба Јагодинске бригаде. Тада на челу својих земљака улази на Нишку тврђаву, 29. децембра 1877 (11. јануара 1878. по новом календару) а затим учествује и у борбама на Самокову.
Наредне две године он има чин капетана II класе и био је официр ордонанс Шумадијске дивизије. Као државни питомац Вукоман Арачић је отпутовао 1880. године у Беч ради студија инжењерије. Тамо је боравио до 1882. године. По повратку из Беча обављао је дужност начелника штаба инжењеријског пука. У генералштабну струку капетана I класе преведен је 1885. године и одмах у рату против Бугара постаје начелник штаба Дринске дивизије I позива. Са тог положаја, октобра 1887. године постављен је за команданта 6. пешадијског батаљона.
У априлу наредне године постао је вршилац дужности шефа Спољног одсека Операцијског одељења Главног генералштаба. Током деведесетих година обављао је већи број дужности при централној војној управи. Био је вршилац дужности начелника Операцијског одељења Министарства војног, заступник начелника Главног генералштаба, начелник Општевојног одељења Министарства војног и помоћник начелника штаба команде Активне војске.
Од 1890. до 1903. године био је командант дунавске дивизијске области, од марта 1895. командант IX пешадијског пука, начелник оперативног одељења Главног генералштаба и командант IV команде Шумадијске дивизијске области, а од априла 1902. Тимочке дивизијске области и почасни ађутант краља Александра Обреновића. У истом раздобљу, од августа 1901, постао је и члан Вишег војног савета.
У периоду 1893. до 1903. године, са мањим прекидима, (од 12. септембра 1893. до 1. септембра 1896, затим од 21. јуна 1897. до 1. марта 1899. и од 26. марта 1900. до 18. августа 1901) био је и професор Војне академије. Предавао је као хонорарни и редовни професор Војну географију и Историју ратне вештине на њеном нижем, а Тактику и Генералштабну службу са ратном игром на њеном вишем курсу. Године 1893. и 1901. био је и члан академског савета ове установе. Као председник и члан био је и у комисијама за полагање подофицирских и официрских испита.
Од октобра 1900. до октобра 1901. био је и уредник војног часописа Ратник. Кратко, током 1898, уређивао је и Службени војни лист. Године 1895. био је и члан војно-касационог суда.
Написао је књиге Ореографија око наше земље на Балканском полуострву (1898) и Ђенералштабна служба ратног доба (1899,  167911948), а до 1914. године довршио је за издавање дело Ђенералштабна служба мирног доба, које због рата није одштампано.
Био је један од утемељивача првог коњичког клуба у Шумадији: Шумадијског обласног кола јахача Кнез Михајло 1898. године.
За инжењеријског потпоручника промовисан је 20. септембра 1874, за капетана II класе 1. априла 1880, за капетана I класе 1. јануара 1885, за мајора 16. априла 1887, за потпуковника 1894, а за пуковника 1. новембра 1897. У том чину је и пензионисан 2. јула 1903. из политичких разлога, као Обреновићевац, и преведен у резерву. Наредних 9 година је провео као пензионер, најчешће боравећи у родном селу Ланишту, где је подигао велику кућу, вилу, која се и данас налази у центру села. И у то време није прекидао додир са војском, али је најчешће био професор својој деци Петру и Браниславу, као и другим официрима које је спремао за мајорски испит.

### Балкански ратови
Године 1912. у освит балканских ратова активиран је као резервни генералштабни пуковник и постављен поново за команданта Тимочке дивизијске области. У Првом балканском рату његова област није имала значајнијих дејстава, па је то искоришћено за организовање снабдевања оперативних армија животним потребама и комором, али зато сјајне командантске вредности долазе до пуног изражаја у Другом балканском рату 1913. године, после јунског препада Бугара на Брегалници. Тада је он мобилисао Тимочане - обвезнике другог и трећег позива и Последњу одбрану (старце и младиће). С тако формираним јединицама на Планинци, 23. и 24. јуна (7. и 8. јула по новом календару) разбио је налет Бугара према Зајечару и већ 2.(15) јула прешао у напад. Они су заузели Кулу и Белграџик (21. јула) и зауставили су се код самог града Видин кога су опсели. За ове успехе оперативне природе пуковник Вукоман Арачић унапређен је у чин генерала 1. новембра 1913. и враћен у активну службу, а град Зајечар га је прогласио својим почасним грађанином. Уједно је и одликован највишим ратним одликовањем, Карађорђевом звездом са мачевима 4. реда.

### Први светски рат
У Првом светском рату Арачић је успешно командовао Тимочком дивизијом II позива и Шумадијском дивизијом I позива, при ослобађању Шапца 10. августа 1914. и у периоду Церске битке. Током борби око Шапца, генерал Петар Бојовић је рањен, због чега је образовао Армијски корпус који је до 24. VIII под руководством генерала Вукомана Арачића ослободио град од Аустроугара.
За време битке на Дрини Тимочани су нанели тешке ударе противнику на крвавој Парашници.
Нешто касније, 10. октобра 1914. генерал Арачић је постављен за команданта Ужичке војске у време Битке на Дрини. На њеном челу, у октобру и новембру 1914. водио је борбе на Сенковићу, Паклинку, Точионику, Бабјаку и Семећу. Ове јединице су после продора у источну Босну и наношења великих губитака противнику биле принуђене да се из стратешких разлога повуку све до Овчарско-кабларске клисуре, после пада Чачка, 12. новембра.
За време Колубарске битке (XI-XII 1914) командовао је борбама на линији: Варда - Велики Приседо - Кадињача - Поникве. Ужичка војска је солидно наслонила своје десно крило на лево крило I армије па је противофанзива српске војске на том делу фронта одлично напредовала. Гонећи непријатеља, Арачићеве трупе успеле су да 29. новембра (11. децембра) уђу у Ужице. У ноћи 2./3. (14/15) децембра са Овчара је на Kаблар пребачен 17. пешадијски пук и следеће ноћи је пробијен фронт. Генерал, доста нарушеног здравља, ипак је успео да командује војском која се налазила на терену где се сада налази спомен чесма па све до реке Kаменице.

После победоносне Колубарске битке генерал Арачић се предано ангажује на стварању што бољих услова за оздрављење и опоравак својих војника који су били заражени епидемијом пегавог тифуса. Борећи се против те болести и он се средином фебруара 1915. заразио од аустроугарских заробљеника. Држао се добро све до 10. истог месеца, када је наступила компликација — запаљење плућа. Умро је 12. (25.) фебруара 1915. године, у 5 и по часова поподне а следећег дана сахрањен у Ужицу. На погребу, у име Ужичке војске опростио се његов некадашњи ђак, пуковник Драгутин Милутиновић. Након рата 25. фебруара 1925. год. уз највише државне почасти његови остаци су пренети у породичну гробницу на Новом гробљу у Београду.

## Лични живот
Вукоман се оженио 15. априла 1879. године Крагујевчанком Милицом (1859—1913), ћерком артиљеријског капетана друге класе Миливоја Радојковића. Имали су шесторо деце, Славку (1880—1959), (удату за пуковника Мирка Поповића, имали су сина Војина), рано преминулу Љубицу (?-1893) и Ружу (1895-?), удату Ирвин, Петра (1885—1958)(дивизијски генерал и сарадник Беле руке), Миливоја (инжењер и између два светска рата један од вођа Земљорадничке странке као и народни посланик, имао сина Вукомана, погинулог 1944. године) и Бранислава (1887 - као капетан прве класе извршио самоубиство из части 18. априла 1913. године јер је био оптужен за проневеру новца).

## Наслеђе
Ново Ланиште је захваљујући генералу Вукоману Арачићу добило железничку станицу коју и данас користи. Сама железничка станица је у периоду између два светска рата носила назив Арачићево.
У селу Јанчићи, код Чачка, 1937. године подигнута је спомен-чесма са бистом генерала, која и данас постоји.
Улице назване по имену Генерала Арачића налазе се у Београду (Палилула и Борча), Крагујевцу, Севојну као и у селима Ново и Старо Ланиште, Лозовик, Мали Поповић и Ракитово код Јагодине од 2021. године.

## Одликовања
Домаћа:
- Орден Милоша Великог II степена
- Орден Карађорђеве звезде са мачевима IV степена
- Орден таковског крста са мачевима V реда
- Орден таковског крста II и III степена
- Орден Белог орла III и V степена
- Сребрна медаља за храброст
- Медаља за војничке врлине
- Сребрна медаља за ревносну службу
- Споменица ратова 1876−1878.

Страна:
- Руско - Орден Св. Станислава са мачевима З.реда
- Црногорско - Орден Данила 3. реда
- Француско - Орден Легије части 4. реда

## Дела
- Ђенералштабна служба ратног доба, 1. део, Београд 1899.  167911948
- Ђенералштабна служба мирног доба, 2. део, (довршено 1914. нештампано).
- Служба у штабовима српске војске у мирно доба, Ратник, књ. 33 (1895), св.1 (јули), стр. 56.
- Пројекат за службу у штабовима српске војске, Ратник, књ. 34 (1896), св. 3 (март), стр. 257.
- Мобилизација и концентрација војске, Ратник, књ. 36 (1897), св. 1 (јануар), стр. 1.
- Исхрана и одржавање војске у борбеној приправности за време рата, Ратник, књ. 37 (1897), св. 5 (новембар), стр. 561; књ. 37 (1897), св. 6 (децембар), стр. 727.
- Извештај о француским корпусним и армијским маневрима, Ратник, књ. 37 (1897), св. 5 (новембар), стр. 545; књ. 37 (1897), св. 6 (децембар), стр. 689.
- Орографија око наше земље, Ратник, књ. 38 (1898), св. 1(јануар), стр. 33; књ. 38 (1898), св. 2 (фебруар), стр. 158.
- Брзо утврђивање (превод), Службени војни лист, 1883, стр. 898-902, 927-932, 957-964, 1023-1028, 1097-1100, 1151-1156.